# Aaron Goldberg
Aaron Goldberg est un pianiste de Jazz américain né le 30 avril 1974 à Boston (Massachusetts).
Il a notamment joué avec Joshua Redman, Wynton Marsalis, Betty Carter, Freddie Hubbard, Mark Turner, Al Foster, Kurt Rosenwinkel, Nicholas Payton ou encore Madeleine Peyroux.

## Biographie
Né à Boston, Aaron Goldberg commence le piano à 7 ans, puis étudie au lycée avec Bob Sinicrope et le saxophoniste Jerry Bergonzi. Arrivé à New York à 17 ans, il étudie à The New School for Jazz and Contemporary Music (en), où il rencontre Omer Avital, Brad Mehldau ou Peter Bernstein.
Il retourne à Boston en 1992 et étudie au Harvard College. Il gagne le Clifford Brown/Stan Getz Fellowship award, décerné par l'International Association for Jazz Education (en), et la première place du National Foundation for Advancement in the Arts Recognition and Talent Search.
Après être diplômé « magna cum laude » d'Harvard en 1996 en Histoire et Science de l'esprit, il s'installe à Brooklyn et devient un sideman prisé. Il rejoint le groupe de Joshua Redman en 1998, avec qui il tourne pendant 4 ans et enregistre deux albums (Beyond, 2000 ; Passage of Time, 2001). Par la suite il joue 3 ans avec Kurt Rosenwinkel et un an avec Wynton Marsalis et tourne avec Madeleine Peyroux en Amérique du Sud en 2005.
En 1999, il enregistre un premier album en leader, Turning Point, ainsi qu'un album avec l'OAM Trio, Trilingual. Son troisième album Worlds sort en 2006 ; on y trouve le morceau OAM's Blues qui pouvait être trouvé dans le dossier « musique » de Windows Vista.
Il intervient régulièrement dans des masterclass et workshops. Il est membre de The New School for Jazz and Contemporary Music (en).
En 2010 il obtient un master en philosophie de l'Université Tufts.

## Engagements
Depuis 2004, il organise des concerts de levée de fonds pour les élections présidentielles américaines au profit du Parti démocrate : Jazz for America's Future, Jazz for Obama et Jazz for Obama 2012.

## Récompenses
- 2019 : Grand Prix de l'Académie du jazz pour Groove du Jour de Yes! trio[5]

## Discographie

### En tant que leader
- 1999 : Turning Point
- 2001 : Unfolding
- 2006 : Worlds[6]
- 2010 : Home[7]
- 2014 : The Now[8] (Sunnyside)
- 2018 : At The Edge of the World[9] (Sunnyside)

### En tant que coleader
Avec l'OAM Trio (Omer Avital et Marc Miralta)
- 1999 : Trilingual (Fresh Sound New Talent)
- 2003 : Live in Sevilla, avec Mark Turner (Lola Records)
- 2004 : Flow (Fresh Sound New Talent)
- 2010 : Now and Here, avec Mark Turner (Nuba Records)

Avec Guillermo Klein
- 2011 : Bienestan[11] (Sunnyside)

Avec Yes! trio, avec Ali Jackson et Omer Avital
- 2012 : Yes![12] (Sunnyside)
- 2019 : Groove du jour (Jazz&People)

### En tant quesideman
Aaron Goldberg a beaucoup enregistré en tant que sideman.